# ICD-10
Die ICD-10 ist die 10. Version der Internationalen statistischen Klassifikation der Krankheiten und verwandter Gesundheitsprobleme (ICD für englisch International Statistical Classification of Diseases and Related Health Problems), einer medizinischen Klassifikationsliste der Weltgesundheitsorganisation (WHO). Sie enthält Codes für Krankheiten, Anzeichen und Symptome, auffällige Befunde, Beschwerden, soziale Umstände und äußere Ursachen von Verletzungen oder Krankheiten. Die Arbeit an der ICD-10 begann 1983, wurde 1990 von der 43. Weltgesundheitsversammlung gebilligt und erstmals 1994 von den Mitgliedstaaten verwendet. Die WHO ersetzte sie mit dem 1. Januar 2022 durch die ICD-11. Der konkrete Zeitpunkt einer Einführung der ICD-11 in den klinischen Alltag in Deutschland steht noch nicht fest. Laut Bundesinstitut für Arzneimittel und Medizinprodukte (BfArM) wird die Evaluierung und Einführung – insbesondere für die Codierung von Krankheiten – mindestens fünf Jahre in Anspruch nehmen und bis dahin weiterhin mit der ICD-10 gearbeitet.
Während die Weltgesundheitsorganisation die Basisversion der ICD-10 verwaltete und veröffentlichte, haben mehrere Mitgliedstaaten sie an ihre Bedürfnisse angepasst. In der Basisklassifikation erlaubte das Codeset mehr als 14.000 verschiedene Codes und die Verfolgung vieler neuer Diagnosen im Vergleich zum Vorgänger ICD-9. Durch die Verwendung optionaler Unterklassifizierungen ermöglichte die ICD-10 Spezifität hinsichtlich Ursache, Manifestation, Ort, Schwere und Art der Verletzung oder Erkrankung. Die angepassten Versionen unterschieden sich in vielerlei Hinsicht, und einige nationale Ausgaben haben den Codesatz noch weiter erweitert; einige gingen sogar so weit, Prozedurcodes hinzuzufügen. Die eigene nationale Variante der Vereinigten Staaten ICD-10-CM zum Beispiel hat über 70.000 Codes.
Die Weltgesundheitsorganisation stellt über ihre Website detaillierte Informationen zur ICD bereit – einschließlich eines ICD-10-Onlinebrowsers und ICD-Schulungsmaterialien. Die Online-Schulung umfasst ein Support-Forum, ein Selbstlerntool und ein Benutzerhandbuch.

## Kapitel
Die folgende Tabelle listet die Kapitelnummer (mit römischen Zahlen), den Codebereich jedes Kapitels und den Kapiteltitel aus der internationalen Version der ICD-10 auf.
| Kapitel | Gliederung | Titel |
| ------- | ---------- | --- |
| I       | A00-B99    | Bestimmte infektiöse und parasitäre Krankheiten                                                                |
| II      | C00-D48    | Neubildungen                                                                                                   |
| III     | D50-D89    | Krankheiten des Blutes und der blutbildenden Organe sowie bestimmte Störungen mit Beteiligung des Immunsystems |
| IV      | E00-E90    | Endokrine, Ernährungs- und Stoffwechselkrankheiten                                                             |
| V       | F00-F99    | Psychische und Verhaltensstörungen                                                                             |
| VI      | G00-G99    | Krankheiten des Nervensystems                                                                                  |
| VII     | H00-H59    | Krankheiten des Auges und der Augenanhangsgebilde                                                              |
| VIII    | H60-H95    | Krankheiten des Ohres und des Warzenfortsatzes                                                                 |
| IX      | I00-I99    | Krankheiten des Kreislaufsystems                                                                               |
| X       | J00-J99    | Krankheiten des Atmungssystems                                                                                 |
| XI      | K00-K93    | Krankheiten des Verdauungssystems                                                                              |
| XII     | L00-L99    | Krankheiten der Haut und der Unterhaut                                                                         |
| XIII    | M00-M99    | Krankheiten des Muskel-Skelett-Systems und des Bindegewebes                                                    |
| XIV     | N00-N99    | Krankheiten des Urogenitalsystems                                                                              |
| XV      | O00-O99    | Schwangerschaft, Geburt und Wochenbett                                                                         |
| XVI     | P00-P96    | Bestimmte Zustände, die ihren Ursprung in der Perinatalperiode haben                                           |
| XVII    | Q00-Q99    | Angeborene Fehlbildungen, Deformitäten und Chromosomenanomalien                                                |
| XVIII   | R00-R99    | Symptome und abnorme klinische und Laborbefunde, die anderenorts nicht klassifiziert sind                      |
| XIX     | S00-T98    | Verletzungen, Vergiftungen und bestimmte andere Folgen äußerer Ursachen                                        |
| XX      | V01-Y98    | Äußere Ursachen von Morbidität und Mortalität                                                                  |
| XXI     | Z00-Z99    | Faktoren, die den Gesundheitszustand beeinflussen und zur Inanspruchnahme des Gesundheitswesens führen         |
| XXII    | U00-U85    | Schlüsselnummern für besondere Zwecke                                                                          |

## Aufbau
Die ICD-10 ist ein einachsiges und monohierarchisches Klassifikationssystem und liegt in drei Bänden vor:
- Band I: Systematisches Verzeichnis
- Band II: Regelwerk
- Band III: Alphabetisches Verzeichnis

Sie gliedert sich in:
- eine dreistellige allgemeine Systematik (zum Beispiel A95: Gelbfieber)
- eine vierstellige ausführliche Systematik (zum Beispiel A95.0: Buschgelbfieber)
- gelegentlich fünfstellige Verfeinerungen (zum Beispiel M23.31: Sonstige Meniskusschädigungen, vorderes Kreuzband oder Vorderhorn des Innenmeniskus)

Diese „untergeordneten fünfstelligen Schlüsselnummern“ dürfen im ambulanten Bereich trotz des dadurch entstehenden Informationsverlustes durch die „übergeordneten vierstelligen Schlüsselnummern“ ersetzt werden. Dort spricht man vom sogenannten Fünfsteller.
Die Notation ist alphanumerisch. Die erste Stelle ist ein Buchstabe, die Stellen zwei bis fünf enthalten Ziffern. Die vierte Stelle ist von der dritten Stelle durch einen Punkt abgetrennt. Dieser Punkt muss im Schriftwechsel mit der Deutschen Rentenversicherung weggelassen werden.
Die Bereiche U00–U49 bzw. U50–U99 sind für Erweiterungen oder Forschungszwecke reserviert. Die ICD-10 enthält:
- 22 Krankheitskapitel
- 261 Krankheitsgruppen (zum Beispiel E10–E14: Diabetes mellitus)
- 2.037 dreistellige Krankheitsklassen (Kategorien) (zum Beispiel E10.-: Primär insulinabhängiger Diabetes mellitus [Typ-I-Diabetes])
- 12.161 vierstellige Krankheitsklassen (Subkategorien) (zum Beispiel: E10.1: Primär insulinabhängiger Diabetes mellitus [Typ-I-Diabetes] mit Ketoazidose)

Die Einteilungs-Kriterien wechseln zwischen Topographie, Ätiologie und Pathologie.
Die Klassifikation selbst hat keine temporalen oder dynamischen Aspekte, sondern umfasst lediglich eine Beschreibung zeitinvarianter Merkmale. Das systematische Verzeichnis enthält eine Zusatzklassifikation (M-Achse), mit der Neubildungen histologisch klassifiziert werden können. Hierbei handelt es sich um einen sechsstelligen Schlüssel, der mit dem Buchstaben „M“ beginnt. Darauf folgen vier Ziffern zur Codierung der Neubildung, gefolgt von einem Schrägstrich (/) und einer Ziffer zur Codierung des pathologischen Verhaltens (zum Beispiel: M8051/3: verruköses Karzinom o. n. A.). Der Aufbau der M-Achse entspricht weitgehend der Klassifikation nach ICD-O bzw. nach SNOMED.

## Ergänzende Zeichen
Das Kreuz-Stern-System ermöglicht es, einer Erkrankung mehrere Diagnoseschlüssel zuzuweisen. Dabei kann ein durch ein Kreuz (†) gekennzeichneter Primärcode der Krankheitsursache durch einen mit einem Stern (*) gekennzeichneten Sekundärcode der Krankheitsmanifestation ergänzt werden. In der deutschen Version (ICD-GM; German Modification) gibt es zudem über ein nachgestelltes Ausrufezeichen (!) Sekundärcodes, die andere Zusatzinformationen kodieren können. Sekundärcodes dürfen nicht alleine verwendet werden.
Beispiel Sternschlüsselnummer: Die Anämie bei Neubildungen (D63.0*) muss stets mit einer verursachenden Tumorerkrankung codiert werden, zum Beispiel Multiples Myelom (C90.0). Der Gesamtcode lautet dann C90.0†D63.0*.
Beispiel Ausrufezeichenschlüsselnummer: Eine Rehabilitationsmaßnahme bei Herzkrankheit (Z50.0!) muss stets mit der ursächlichen Herzerkrankung, zum Beispiel Ischämische Kardiomyopathie (I25.5) kombiniert werden. Der Gesamtcode lautet dann I25.5†Z50.0!.
Die ICD-GM sieht zudem weitere Kennzeichnungen durch nachgestellte Buchstaben vor:
Zusatzkennzeichen zur Diagnosesicherheit müssen und dürfen in Deutschland ausschließlich im ambulanten Bereich verwendet werden:
- A = Ausschluss einer solchen Erkrankung
- G = gesicherte Diagnose
- V = Verdacht auf
- Z = symptomfreier Endzustand nach einer Erkrankung

Zusatzkennzeichen zur Lokalisation dürfen in Deutschland ambulant und stationär verwendet werden:
- R = rechts
- L = links
- B = beidseits

## Doppelklassifikation
Einige Erkrankungen werden in ICD-10 mit einer Doppelklassifikation abgebildet. Die primäre Einteilung erfolgt nach der Ätiologie, die sekundäre nach der Organmanifestation. In der Systematik wird der Primärschlüssel mit einem Kreuz (†) abgebildet, der Sekundärschlüssel mit einem Stern (*). Diese Notation wird als Kreuz-Stern-System bezeichnet.
Beispiel: Der ICD-10-Code A17.0† (tuberkulöse Meningitis) ist bezüglich der Ätiologie eine Infektionskrankheit, und bezüglich der Organmanifestation eine Krankheit des Nervensystems (G01*).
Beispiel: Ein Augenarzt, der eine diabetische Retinopathie behandelt und nicht die Grunderkrankung (Diabetes mellitus), ist vorrangig am klinischen Sekundärschlüssel interessiert:
- Ätiologie: E10.30† Diabetes mellitus Typ I mit Augenkomplikation, nicht als entgleist bezeichnet.
- Organmanifestation: H36.0* Retinopathia diabetica.

Die Kreuz-Notation wird für statistische Zwecke verwendet. Die Stern-Notation hat einen größeren klinischen Bezug und wird u. a. für die Leistungsverrechnung verwendet.

## Nationale Abwandlungen
Ungefähr 27 Länder verwenden die ICD-10 für die Kostenerstattung und Ressourcenzuweisung in ihrem Gesundheitssystem, und einige haben Änderungen an der ICD vorgenommen, um ihrem Nutzen besser gerecht zu werden. Die unveränderte internationale Version der ICD-10 wird in 117 Ländern für die Erstellung von Todesursachenmeldungen und Statistiken verwendet.
Die nationalen Fassungen können sich von der Basisklassifikation im Detaillierungsgrad, der unvollständigen Übernahme einer Kategorie oder der Hinzufügung von Verfahrenscodes unterscheiden.

### Australien
Die 1998 eingeführte ICD-10 Australian Modification (ICD-10-AM) wurde vom National Center for Classification in Health an der Universität Sydney entwickelt. Es wird derzeit vom Australian Consortium for Classification Development verwaltet.
Die australische ICD-10-AM wurde auch von Neuseeland, Irland, Saudi-Arabien und mehreren anderen Ländern übernommen.

### Brasilien
Brasilien führte die ICD-10 1996 ein.

### China, Volksrepublik
Die Volksrepublik China übernahm die ICD-10 2002.

### Deutschland

#### ICD-10-GM
Seit 2004 heißt die deutsche ICD-Ausgabe ICD-10-GM (GM für englisch German Modification ‚Deutsche Modifikation‘). Sie ist eine Adaption der Vierstelligen Ausführlichen Systematik (VAS) der deutschsprachigen ICD-10-WHO, der sie in Aufbau und Struktur entspricht. Sie wurde anfangs, ebenso wie der Operationen- und Prozedurenschlüssel (OPS), vom Deutschen Institut für Medizinische Dokumentation und Information (DIMDI) weiterentwickelt und herausgegeben, das 2020 im Bundesinstitut für Arzneimittel und Medizinprodukte (BfArM) aufgegangen ist. In dessen per Internet zugänglichen Bereich der Kodiersysteme/Klassifikation sind auch ältere, in Ost- und West-Deutschland verwendete ICD-Versionen archiviert und einsehbar.
Da die ICD-GM nebst Anpassungen durch die Weltgesundheitsorganisation (WHO) auch Vorschläge von Fachgesellschaften, Berufsverbänden, Krankenhäusern und Krankenkassen berücksichtigt, welche zu ICD-Code-Neuaufnahmen, Streichungen, Klarstellungen und redaktionellen Anpassungen führen, gibt das BfArM im Gegensatz zur WHO jedes Jahr eine neue rechtsverbindliche Version heraus, das heißt:
- Seit dem 1. Januar 2025 ist die vom BfArM herausgegebene ICD-10-GM Version 2025 für die Verschlüsselung verbindlich.[31]
- Darüber hinaus gibt es in Deutschland ein alphabetisches Verzeichnis zur ICD-10-GM, den sogenannten Diagnosenthesaurus. Für verschiedene Fachbereiche (Pädiatrie, Neurologie) existieren Spezialausgaben. Für die Todesursachenverschlüsselung gilt in Deutschland weiterhin die jeweils aktuelle ICD-10-WHO-Version, seit dem 1. Januar 2019 die Ausgabe 2019.[32]
- Für die systematische EDV-verträgliche Klassifikation existiert die auf XML basierende Markup-Sprache ClaML.

Nach den § 295 Abs. 1 und § 301 Abs. 2 Fünftes Buch Sozialgesetzbuch sind in Deutschland Vertragsärzte, Vertragspsychotherapeuten und Krankenhäuser zur Diagnoseverschlüsselung nach ICD verpflichtet. Wurde dies in der Anfangszeit meist durch Ärzte gemacht, wird diese Aufgabe heute auch von Kodierfachkräften wahrgenommen.
Dabei sind Krankenhäuser zudem verpflichtet, verschiedenste Daten all ihre stationären Behandlungsfälle inklusive aller relevanten Diagnosen je Fall in regelmäßigen Abständen in Fom des „Paragraph 21 Datensatzes“ auch dem Institut für das Entgeltsystem im Krankenhaus (InEK) zu übermitteln. Der Paragraph 21 Datensatz ist dabei benannt nach dessen Gesetzesgrundlage dem § 21 KHEntgG. Hintergrund dessen ist insbesondere, dass mit Einführung des G-DRG-Systems in Deutschland i. d. R. aus den ICD- und den OPS-Codes je stationärem Krankenhausfall eine Diagnosis Related Group (DRG, Diagnosebezogene Fallgruppe) errechnet wird. Somit ist hierüber eine fall- und diagnosebezogene Abrechnung im stationären Krankenhausbereich vorgegeben. Die ICD-10-GM sind also zusammen mit der OPS-Verschlüsselung Grundlage des G-DRG-Systems für Krankenhäuser, das 2003 als ein Teil der Krankenhausfinanzierung in Deutschland eingeführt wurde. Ziel dieses neuen Systems war es, trotz zunehmender Belastung des Gesundheitswesens durch die demographische Entwicklung eine Steuerungsmöglichkeit der Kostenentwicklung zu erhalten.

### Frankreich
Frankreich hat 1997 ein klinisches Addendum zu ICD-10 eingeführt.

### Kanada
Kanada begann im Jahr 2000 mit der Verwendung der ICD-10 für die Sterblichkeitsberichterstattung. 2001 begann eine sechsjährige Einführung von ICD-10-CA für die Morbiditätsberichterstattung, die gestaffelt über die zehn Provinzen Kanadas lief, wobei Québec die Änderung als letztes vornahm.
ICD-10-CA ist sowohl in englischer als auch in französischer Sprache erhältlich.

### Korea
Eine koreanische Fassung existiert seit 2008.

### Namibia
Namibia plant (Stand Februar 2024) die Einführung des Klassifizierungssystems.

### Niederlande
Die niederländische Übersetzung von ICD-10 ist ICD10-nl, die 1994 vom WHO-FIC-Netzwerk erstellt wurde. Es gibt ein Online-Wörterbuch.

### Russland
Das Gesundheitsministerium Russlands ordnete 1997 an, die ICD-10 auf alle Gesundheitsorganisationen anzuwenden.

### Schweden
Die aktuelle schwedische Übersetzung der ICD-10 wurde 1997 erstellt.

### Schweiz
Seit 1. Januar 2012 ist die Benutzung der deutschlandspezifischen, von der WHO-Version abweichenden Version ICD-10-GM für die Kodierung der Diagnosen für alle Leistungserbringer in der ganzen Schweiz obligatorisch. Zuvor wurde in Ausnahmefällen noch die ICD-10-WHO verwendet.
Seit 1. Januar 2025 ist die ICD-10-GM Version 2024 in der Schweiz gültig.

### Südafrika
Die ICD-10 wurde im Juli 2005 unter der Schirmherrschaft des Nationalen ICD-10-Implementierungs-Task-Teams eingeführt, das ein gemeinsames Task-Team des Nationalen Gesundheitsministeriums und des Rates für medizinische Systeme ist.

### Thailand
Der ICD-10-TM (Thai Modification) ist eine thailändische Sprachversion basierend auf der ICD-10 von 2016. Ein ungewöhnliches Merkmal des Index von ICD-10-TM ist, dass er zweisprachig ist und sowohl thailändische als auch englische Spuren enthält.

### Tschechien
Tschechien hat die ICD-10 1994, ein Jahr nach ihrer offiziellen Veröffentlichung durch die WHO, eingeführt. Überarbeitungen der internationalen Ausgabe werden laufend verabschiedet. Die offizielle tschechische Übersetzung der ICD-10 2016 wurde 2018 veröffentlicht.

### Ungarn
Ungarn hat die Verwendung von ICD-10 ab dem 1. Januar 1996 per Ministerialerlass eingeführt.

### Vereinigtes Königreich
Die ICD-10 wurde erstmals 1995 für den Einsatz im Vereinigten Königreich vorgeschrieben. Im Jahr 2010 verpflichtete sich die britische Regierung, die Version der ICD-10 alle drei Jahre zu aktualisieren. Am 1. April 2016, nach einer Verzögerung von einem Jahr, ersetzte ICD-10 5th Edition die 4th Edition als vorgeschriebene diagnostische Klassifikation im Vereinigten Königreich und bleibt die aktuelle Version.

### Vereinigte Staaten
Für die Meldung von Krankheiten verwenden die Vereinigten Staaten ihre eigene nationale Variante von ICD-10, die als ICD-10 Clinical Modification (ICD-10-CM) bezeichnet wird. Zur Erfassung stationärer Eingriffe wurde auch eine Verfahrensklassifikation namens ICD-10 Procedure Coding System (ICD-10-PCS) entwickelt. Das ICD-10-CM und das ICD-10-PCS wurden von den Centers for Medicare and Medicaid Services (CMS) und dem National Center for Health Statistics (NCHS) entwickelt. Es gibt über 70.000 ICD-10-PCS-Verfahrenscodes und über 69.000 ICD-10-CM-Diagnosecodes, verglichen mit etwa 3.800 Verfahrenscodes und ungefähr 14.000 Diagnosecodes, die im vorherigen ICD-9-CM verfügbar waren.
Es gab viele Kontroversen, als der Übergang vom ICD-9-CM zum ICD-10-CM zum ersten Mal in den Vereinigten Staaten angekündigt wurde. Viele Anbieter machten sich Sorgen wegen der enormen Anzahl von Codes, die hinzugefügt wurden, der Komplexität des neuen Codierungssystems und den mit der Umstellung verbundenen Kosten. Die Centers for Medicare and Medicaid Services haben diese Bedenken gegen die Vorteile einer genaueren Datenerfassung, einer klareren Dokumentation von Diagnosen und Verfahren und einer genaueren Schadenbearbeitung abgewogen. CMS entschied, dass die finanziellen und gesundheitlichen Kosten im Zusammenhang mit der weiteren Verwendung des ICD-9-CM zu hoch seien und ordnete den Wechsel zu ICD-10-CM an.
Die Frist für die Verwendung des ICD-10-CM für die Diagnosecodierung und des Verfahrenscodierungssystems ICD-10-PCS für die Verfahrenscodierung in Krankenhäusern in den Vereinigten Staaten wurde auf den 1. Oktober 2015 festgelegt, ein Jahr später als die vorherige Frist von 2014. Vor dem Stichtag 2014 war der vorherige Stichtag ein Jahr zuvor am 1. Oktober 2013 gewesen. Alle Health Insurance Portability and Accountability Act-„gedeckten Unternehmen“ mussten die Änderung vornehmen; Voraussetzung für ICD-10-CM ist die Einführung der EDI-Version 5010 bis zum 1. Januar 2012. Die Durchsetzung der 5010-Umstellung durch die Centers for Medicare & Medicaid Services wurde jedoch von diesen auf den 31. März 2012 verschoben, wobei die Bundesbehörde zahlreiche Faktoren anführt, darunter langsame Software-Upgrades. Bei der Implementierung von ICD-10-CM gab es frühere Verzögerungen. Im Januar 2009 wurde das Datum auf den 1. Oktober 2013 verschoben, anstatt auf einen früheren Vorschlag vom 1. Oktober 2011.

## Kritik
Die Ausweitung der Gesundheitsversorgungssysteme und Veränderungen der globalen Gesundheitstrends führten zu einem Bedarf an Codes mit verbesserter klinischer Genauigkeit und Spezifität. Die alphanumerische Codierung in ICD-10 ist eine Verbesserung von ICD-9, die eine begrenzte Anzahl von Codes und eine restriktive Struktur hatte. Frühe Bedenken bei der Umsetzung von ICD-10 betrafen die Kosten und die Verfügbarkeit von Ressourcen für die Ausbildung von Gesundheitspersonal und professionellen Programmierern.
Zwei häufige Beschwerden in den Vereinigten Staaten über die ICD-10-CM sind zum einen die lange Liste potenziell relevanter Codes für eine bestimmte Erkrankung (wie rheumatoide Arthritis), die verwirrend seien und die Effizienz beeinträchtigen können, und zum anderen die zugewiesenen Codes für selten gesehene Bedingungen (z. B. W55.22XA: Von Kuh getroffen, Erstbegegnung und V91.07XA: Verbrennung durch Wasserski in Brand, Erstbegegnung).